# Константин IV Цариградски
Константин IV Цариградски (грч. Κωνσταντῖνος Χλιαρηνός; умро маја 1157) је био васељенски патријарх Цариграда од новембра 1154. до своје смрти маја 1157. године.